# 男はつらいよ 寅次郎頑張れ!
『男はつらいよ 寅次郎頑張れ!』（おとこはつらいよ とらじろうがんばれ!）は、1977年12月29日に公開された日本映画。『男はつらいよ』シリーズの20作目。同時上映は郷ひろみ主演の『ワニと鸚鵡とおっとせい』。

## 作品概要
とらやに下宿し、電気工事の仕事をしている青年良介（中村雅俊）と、近所の食堂で働く娘幸子（大竹しのぶ）との恋の橋渡し役を、寅次郎が買って出る話。自分は失恋ばかりしている寅次郎に恋のキューピッドをやらせればどうなのか、そんな寅次郎に「頑張れ」とエールを贈る作品である。

## あらすじ
寅次郎が旅先でみる夢では、西洋風の家の豪華なベッドで寅次郎はめざめる。さくらたちが金持ちになって、古いとらやの家も売り払ってしまったというので、寅次郎は怒り、焦るのであった。
寅次郎が旅に出ていた時、さくらたちの厚意で良介という青年がとらやに間借りしていた。良介は満男も含めたとらやの人たちに好青年ぶりを大変気に入られ、電気関係の仕事をしていることから、「ワット君」というあだ名で呼ばれていた。
寅次郎が柴又に帰ると、とらやには良介の貼った「押し売りお断り」の札が。良介は寅次郎を見て押し売りときめつけて警察に通報し、そのことで寅次郎の怒りにふれる。とらやを出ることになった良介は、泊めてくれる友人と連絡が取れるまでの一時しのぎとして趣味のパチンコ店にいたが、そこに偶然寅次郎もやってくる。なかなか当たりが出ないことに愚痴をこぼす寅次郎に良介が玉をあげて当たりが出たことで、二人は意気投合する。酒を酌み交わした後、二人はとらやに戻り、良介のとらやでの生活が再開された。
ある日、寅次郎が近所のある食堂に初めて行ったところ、そこで働く若い女性が目にとまる。そして、その食堂には良介もいて、良介がその女性の名前が幸子であることも含め、いろいろと詳しいことから、寅次郎は良介が幸子にゾッコンであることに気付く。その日から、寅次郎の、良介の幸子に対する想いを叶えようという行動が始まる。買い物のついでにとらやに立ち寄った幸子を引き留めて、良介に帝釈天を案内させたり、その際の良介の女性の扱いの不慣れぶりを感じて、良介の次のデートプランを練ってあげたりする。
しかし良介は、そのデートの際にうまく気持ちを伝えられなかったことから、失恋したと思い込んでしまう。ある夜、思いつめて食堂を訪れた良介は、母の具合が悪いという電話を受け、帰郷の気持ちを固めた直後の幸子に、タイミング悪く「俺と結婚してくれ」と言ってしまったことで、幸子に激怒される。そのことでますます絶望してしまった良介はガス自殺を企て、最後の一服とタバコに火を付けようとしたところガスに引火し、とらやの２階は爆発する。
警察の取り調べの後すぐ、いたたまれなくなった良介は長崎の平戸に帰郷した。寅次郎は、そんな良介を心配し、後追いで平戸へ向かう。良介の元気な姿を見た寅次郎はすぐに帰るつもりだったが、良介の出戻りの姉・藤子（藤村志保）の存在を聞いた途端、気持ちを変える。そして、藤子の姿を見たとたんにホの字になり、藤子の土産店と貸自転車屋を手伝うまでになる。
数日後、母の看病を終え、柴又に戻った幸子がとらやに良介を訪れたので、さくらは良介が帰郷したことを告げる。事の顛末を幸子に聞き、幸子の良介に対する想いを確認したさくらは、良介にそれを伝えるため電話をして、その電話を取った寅次郎がそこにやっかいになっていることを知る。寅次郎はその頃、店の手伝いをするかたわら、日曜の教会に藤子と一緒に行き、「私は口べたで思うとることがうまく伝えられないばってん、寅さんが来てくれたことば、どんなに感謝しているか。これも神様のお引き合わせよ」などという思わせぶりな藤子の言葉に、有頂天になっていた。
さくらからの連絡を受け、失恋していなかったことを知った良介は、東京に戻ることになる。元々は寅次郎と藤子が平戸に残ることになっていたのだが、藤子も弟の相手の幸子に会うために一緒に東京に行ってしまうということで、寅次郎は留守番として一人平戸に残される。そんな勝手とも言えるお願いをされながら、藤子に対しては態度の変わる寅次郎の様子を見て、良介は寅次郎の姉に対する恋心を知る。
東京に戻った良介は、食堂で幸子と再会し、改めて気持ちを確かめ合う。数日後、寅次郎も結局藤子を追い、行き倒れになるほどに疲労困憊して帰ってくる。その晩、良介・幸子の結婚を祝っての宴会の席上で、良介は、藤子について寅次郎も平戸に帰るつもりだと知る。寅次郎の気持ちを知る良介は、席を外し、藤子に寅次郎と結婚する気持ちがあるのか問いかける。藤子が寅次郎の気持ちを利用していると責める良介と、寅次郎にはそのような気持ちはないという見解を述べる藤子とのやりとりを聞いてしまった寅次郎は、そっとその場を立ち去る。そして翌日、傷心の寅次郎は、さくらにだけ別れを告げて、気丈に一人旅立つ。
正月に、良介は、幸子を生まれて初めての九州となる平戸に連れて帰郷したのであった。

## キャスト
- 車寅次郎：渥美清
- 諏訪さくら：倍賞千恵子
- 島田藤子：藤村志保 - 島田良介の姉。長崎県平戸でお土産物屋兼貸自転車の店「おたち」を営む。
- 福村幸子：大竹しのぶ - 伯父の経営する食堂『ふるさと亭』を手伝う。秋田出身。
- 車竜造（おいちゃん）：下條正巳
- 車つね（おばちゃん）：三崎千恵子
- 諏訪博：前田吟
- 社長：太宰久雄
- 源公：佐藤蛾次郎
- 諏訪満男：中村はやと
- 座長：吉田義夫 - 板東鶴八郎一座の座長。夢の場面での車家の執事
- 平戸の連絡船船長：石井均
- 平戸の教会の神父：桜井センリ
- 食堂『ふるさと亭』主人：築地文夫 - 幸子の伯父
- パチンコ店の客：杉山とく子
- 印刷工:笠井一彦
- 印刷工:羽生昭彦
- 印刷工:長谷川英敏
- 印刷工:木村賢治
- 座員：志馬琢哉 - 板東鶴八郎一座
- 大空小百合：岡本茉利 - 板東鶴八郎一座の花形。座長の娘。夢の場面での車家のメイド
- 源公の女友達:川井みどり
- 劇中映画の女優:立石凉子
- トランペットの男:久世竜之介
- サックスの男:津嘉山正種
- 轟巡査：米倉斉加年
- 御前様：笠智衆
- 島田良介：中村雅俊 - とらやに下宿して電気工事の会社に勤める。あだ名｢ワットくん｣
- 伊勢屋:露木幸次（ノンクレジット）

## ロケ地
- 長崎県 平戸市(平戸島、浜尾神社(啖呵売)、常灯の鼻(良介の釣り)、お土産店おたち(藤子の店)、幸橋(オランダ橋)、平戸ザビエル記念教会、平戸港)、佐世保市(オープニング(夢から覚めた地)、エンディング(坂東鶴八郎一座と再会))
- 東京都葛飾区(かなん亭(ふるさと亭)、こいわ荘(さくらのアパート))、台東区上野(不忍池)
- 神奈川県鎌倉市(良介の電柱)

佐藤(2019)、p.625より。

## エピソード
- 主題歌の２番の歌詞が「奮闘努力の甲斐もなく　今日も涙の　今日も涙の陽が落ちる　陽が落ちる」だけのショートバージョン。
- 後の『男はつらいよ 寅次郎サラダ記念日』において、寅次郎がひょんなことから早稲田大学の講義を受けるシーンの中で、今作のエピソードの一部が笑い話として語られている。
- 本作ではとらやの二階が自殺未遂により爆発するシーン、源が恋人と腕を組んで柴又帝釈天門前参道を歩いているシーン、高木屋の前で猿を飼っているシーン[1]、とらやの二階の階段から俯瞰で撮影しているシーン、雪のとらやのシーンなど珍しいシーンが多い。
- DVDに収録されている特典映像「特報」「予告編」では以下のような没カットが収録されている。
  - 寅が「幸せを呼ぶ鶴亀」の玩具を売っているシーン(特報)。
  - 良介がとらやに「押売りお断り」のシールを貼っているところへ寅が家に戻ってくるシーン。シールを張るところを店内から撮影し、寅と良介が押し問答するやりとりが異なり、更に110番する行為が省かれ、良介がその場であっさり謝りそのまま帝釈天方向へ向かっている(特報)。
  - 寅が教会の門に寄り掛かったり、連絡船に間に合わなかったり、土手から落ちたり、海岸で佇んだりする別作品のシーンが挿入されている(特報)。
  - 最初に寅が島から去ろうとする場面の別カット。トラックが横切ったり、台詞が一部異なっている(予告編)。
  - 寅が子供たちと港で釣りをしているシーン(予告編)。など
- 使用されたクラシック音楽
  - ヨーゼフ・ハイドン作曲：弦楽四重奏曲第67番 ニ長調 作品64-5『ひばり』第1楽章～夢のシーン
  - テクラ・バダジェフスカ作曲： 『乙女の祈り』～ワットがとらやの玄関に「押売りお断り」の札を貼る
  - モーツァルト作曲：『アヴェ・ヴェルム・コルプス』ニ長調 K.618～オルガン、寅さんと藤子が平戸ザビエル記念教会、瑞雲寺の坂を歩く
  - フランツ・シューベルト作曲：歌曲集『冬の旅』作品89、D.911 から第5曲『菩提樹』歌詞は近藤朔風訳～とらやでさち子の伯父が歌う。 
    - １．泉に添いて　茂る菩提樹 したいゆきては　うまし夢見つ   幹(みき)には彫(え)りぬ　ゆかし言葉（映画はでは「愛し言葉」） うれし悲しに　訪(と)いしその陰
    - ２．今日も過(よぎ)りぬ　暗き小夜中(さよなか)  まやみに立ちて　まなこ閉ずれば  枝はそよぎて　語るごとし  来よいとし友　此処に幸（さち）あり

  - ジョルジュ・ビゼー作曲：歌劇『カルメン』第1組曲から闘牛士の行進～坂東鶴八郎一座と再会

## スタッフ
- 監督・原作：山田洋次
- 脚本：山田洋次、朝間義隆
- 製作：島津清
- 音楽：山本直純

## 記録
- 観客動員：188万1000人[2]
- 配給収入：11億1600万円（1978年邦画配給収入第6位）[3]（11億円[2]とも）
- 上映時間：95分